# Gustav Gocke
Gustav Gocke (ur. 17 lutego 1919 w Dortmundzie, zm. 9 lutego 2005 tamże) – niemiecki i zachodnioniemiecki zapaśnik walczący w obu stylach. Olimpijczyk z Helsinek 1952, gdzie zajął ósme miejsce w stylu klasycznym i czwarte w stylu wolnym. Walczył w kategorii do 79 kg.
Mistrz Niemiec w 1941 i 1951; trzeci w 1940 i 1943, w stylu wolnym. Mistrz w stylu klasycznym w 1941, 1943, 1949, 1950 i 1953; drugi w 1940, 1942, 1948 i 1952 roku.

## Letnie Igrzyska Olimpijskie 1952
| Konkurencja           | Rundy eliminacyjne       | Rundy eliminacyjne    | Rundy eliminacyjne      | Klas. końcowa |
| Konkurencja           | Przeciwnik I             | Przeciwnik II         | Przeciwnik III          | Miejsce       |
| --------------------- | ------------------------ | --------------------- | ----------------------- | ------------- |
| 79 kg styl klasycznym | Ercole Gallegati (ITA) Z | Axel Grönberg (SWE) P | Kalervo Rauhala (FIN) P | 8.            |

| Konkurencja       | Rundy eliminacyjne    | Rundy eliminacyjne   | Rundy eliminacyjne    | Rundy eliminacyjne  | Rundy eliminacyjne         | Klas. końcowa |
| Konkurencja       | Przeciwnik I          | Przeciwnik II        | Przeciwnik III        | Przeciwnik IV       | Przeciwnik V               | Miejsce       |
| ----------------- | --------------------- | -------------------- | --------------------- | ------------------- | -------------------------- | ------------- |
| 79 kg styl wolnym | Eduardo Assam (MEX) Z | Pio Chirinos (VEN) Z | Felix Neuhaus (SUI) Z | León Genuth (ARG) Z | Gholam Reza Tachti (IRI) P | 4.            |